# Campeonato Mundial de Futsal de 2011 (AMF)
El Campeonato Mundial de futsal de la AMF 2011 fue la décima edición del Campeonato Mundial de Futsal de la AMF. La competición se celebró y se disputó en Colombia, entre el 15 y 26 de marzo de 2011. El torneo fue organizado por la Federación Colombiana de Fútbol de Salón (Fecolfutsalón) y la Asociación Mundial de Futsal (AMF) y en este certamen participaron 16 selecciones nacionales.
Las sedes del torneo fueron las ciudades de Bogotá, Bello, Bucaramanga y Villavicencio, siendo la primera vez que Colombia alberga un mundial de futsal en modalidad AMF.
La final disputada en el Coliseo El Salitre (Bogotá), con asistencia récord de más de 6.000 espectadores resultó favorable al local Colombia (8-2) que venció a Paraguay; equipo que había ganado los 2 mundiales anteriores, acabando con su hegemonía y a su vez consiguiendo el resultado más abultado de una final de fútbol de salón de AMF masculino, así como ser la segunda final con más goles en los mundiales de AMF en general, en total (10 goles), siendo superado por la final del mundial de futsal femenino 2022 de doce goles (12-0).

## Elección de la sede
La Asociación Mundial de Futsal (AMF) anunció y designó a los países que presentaron las candidaturas para organizar este evento deportivo. Los países trabajaron para ser sedes desde el año 2008 y estas fueron las candidaturas oficiales para acoger el torneo.
- Colombia[3]
- Rusia
- Bielorrusia

La Asociación Mundial de Futsal escogió a Colombia como la sede del décimo mundial de futsal de la AMF y con esto se convirtió en el primer mundial que se desarrolla en Colombia en modalidad de futsal AMF y el sexto mundial que se organiza y se desarrolla en Sudamérica, siendo el quinto país sudamericano en acoger el torneo. Las países sudamericanos anteriores, anfitriones del mundial de futsal habían sido: Brasil 1982, Argentina 1994, Bolivia 2000,
Paraguay 2003 y Argentina 2007, además de ser el séptimo mundial que se desarrolla en América contando también el mundial de México 1997.
Después de ser confirmada Colombia como sede del mundial, se dio inicio a los preparativos para el evento y
las principales inversiones fueron la construcción del Coliseo Bicentenario Alejandro Galvis Ramírez, así como otras cosas básicas como difusión del torneo, derechos de transmisión, publicidad, patrocinio, cultura, infraestructura, turismo, hospedaje, seguridad, transporte, logística, entre otras cosas.

## Antecedentes

### Premundial de futsal
Un año antes del Mundial se celebró un evento de preparación en Pitalito, Huila con las 4 principales selecciones sudamericanas y el aval de la AMF, conocido como la Copa Acord, 60 años realizado entre el 27 y el 30 de octubre de 2010 y los resultados quedaron así: Colombia como campeón, Argentina subcampeón, Brasil en el tercer puesto y Paraguay con el cuarto puesto.

## Sedes
Están fueron las ciudades y los estadios escogidos por la Federación Colombiana de fútbol de salón para acoger las selecciones y los partidos de este mundial.
1. Bucaramanga: Coliseo Bicentenario
2. Villavicencio: Coliseo Álvaro Mesa Amaya
3. Bello: Coliseo Tulio Ospina
4. Bogotá: Coliseo El Salitre

| Bello                | Bucaramanga                                   | Bogotá             | Villavicencio             |
| Coliseo Tulio Ospina | Coliseo Bicentenario Alejandro Galvis Ramírez | Coliseo El Salitre | Coliseo Álvaro Mesa Amaya |
| Capacidad: 6.000     | Capacidad: 7.000                              | Capacidad: 6.000   | Capacidad: 7.000          |
|                      |                                               |                    |                           |

También fueron escogidas las ciudades en donde las selecciones iban a disputar sus encuentros por la fase de grupos de este mundial
- Grupo A = Bucaramanga
- Grupo B = Villavicencio
- Grupo C = Bogotá
- Grupo D = Bello

## Lista de árbitros
La AMF dio a conocer una lista de 21 árbitros designados para este mundial:
| N.º  | Nombre del árbitro         | País de origen  |
| ---- | -------------------------- | --------------- |
| 1.º  | Ricardo Sauer              | Argentina       |
| 2.º  | Pavel Shupilau             | Bielorrusia     |
| 3.º  | Veronilde Ferreyra         | Brasil          |
| 4.º  | Joseph Doss                | Canadá          |
| 5.º  | Alex Astorgas              | Cataluña        |
| 6.º  | Álvaro Ríos                | Colombia        |
| 7.º  | Antonio Abdeljamín Miranda | Colombia        |
| 8.º  | Armando Quiroz Durán       | Colombia        |
| 9.º  | Hernán Alonso Martínez     | Colombia        |
| 10.º | Jesús Antonio Villarraga   | Colombia        |
| 11.º | Marcos Estévez             | Ecuador         |
| 12.º | Fernando Bello             | España          |
| 13.º | Pablo Fernández            | España          |
| 14.º | Alexander Osun             | Israel          |
| 15.º | José Luis Rodríguez        | México          |
| 16.º | Héctor Bernal              | Paraguay        |
| 17.º | Rohel Arteta               | Perú            |
| 18.º | Pavel Skyora               | República Checa |
| 19.º | Gusev Gennady              | Rusia           |
| 20.º | César Vieira               | Uruguay         |
| 21.º | Joselito Escalona          | Venezuela       |

## Calendario
Este fue el calendario de los partidos del mundial:
| FG | Fase de grupos | CF | Cuartos de final | SF | Semifinales | F | Finales |

| Marzo de 2011          | 15 Mar | 16 Mié | 17 Jue | 18 Vie | 19 Sáb | 20 Dom | 21 Lun | 22 Mar | 23 Mié | 24 Jue | 25 Vie | 26 Sáb |
| ---------------------- | ------ | ------ | ------ | ------ | ------ | ------ | ------ | ------ | ------ | ------ | ------ | ------ |
| Fase (no. de partidos) | FG (2) | FG (6) | FG (8) | FG (8) |        | CF (2) | CF (2) |        | SF (1) | SF (1) |        | F (2)  |

## Símbolos

### Trofeo
El trofeo se denominó la Copa Jaime Arroyave Rendón en homenaje a Jaime Arroyave por ser el promotor y líder del fútbol de salón en Colombia, Sudamérica y del mundo, además de ser merecedor de los más importantes y elogiosos homenajes por su extensa y exitosa carrera y trayectoria como dirigente deportivo. Fue presentado el 25 de febrero de 2011 en el club campestre de Floridablanca junto con la mascota con transmisión regional del departamento de Santander.

### Mascota
La mascota delegada para el torneo fue "Micro", un Tití Saguinus oedipus que vive en los bosques del noroeste en Colombia. Fue presentado el 25 de febrero de 2011 como mascota oficial del mundial, en el club campestre, en Floridablanca, Santander junto con el trofeo y según el presidente de la Federación Colombiana de Fútbol de Salón, Manuel Sánchez Aguirre: "Es ágil, rápido y tiene muchas destrezas, características propias de este deporte", mostrando la similitud del mono tití con el microfútbol.

### Balón
El balón escogido para este mundial fue el Vento Avanti y a cada selección nacional de le entregó un total de 30 balones.
El diámetro es de 60 centímetros y su peso oscila entre los 430 a 450 gramos y cuando es lanzado tiene un rebote de 30 cm un segundo de 10 CM y un tercero de 0 cm.
Los fabricantes utilizaron una cubierta de material de poliuretano de alta resistencia y suavidad que conjugado con su construcción interna le permite al jugador un fácil manejo al contacto del mismo.
Igualmente tiene un sistema de sellado que impide que al contacto con el agua adquiera mayor peso, lo que permite su uso en condiciones más extremas sin que pierda las cualidades de suavidad y direccionalidad, características que favorecen a quienes practican este deporte en los parques de los diferentes barrios.
Para este mundial se utilizaron los colores verde, blanco y naranja. Este último solamente se usó en Bogotá para contrastar con el color de piso del Coliseo El Salitre, que es blanco.

### Transmisión
Uno de los aspectos más destacados de la organización fue la transmisión en vivo de todos los juegos del torneo a través de los canales de Televisión Públicos y Regionales; gracias a todo esto Colombia pudo organizar posteriormente el primer Torneo de Exhibición en los Juegos Mundiales de 2013 y fomentar el cubrimiento mediático de la Copa Profesional.

## Sistema de juego
Los 16 equipos participantes se dividen en cuatro grupos de cuatro equipos cada uno. Dentro de cada grupo, cada equipo juega tres partidos, uno contra cada uno de los demás miembros del grupo. Según el resultado de cada partido se otorgan dos puntos al ganador, uno a cada equipo en caso de empate y ninguno al perdedor. 
Pasan a la siguiente ronda los dos equipos de cada grupo mejor clasificados. El orden de clasificación se determina teniendo en cuenta los siguientes criterios, en orden de preferencia:
1. El mayor número de puntos obtenidos teniendo en cuenta todos los partidos del grupo.
2. La mayor diferencia de goles sumados teniendo en cuenta todos los partidos del grupo.
3. El mayor número de goles a favor anotados teniendo en cuenta todos los partidos del grupo.
4. El partido implicado de las selecciones involucradas del grupo.
5. Sorteo de la Asociación Mundial de Futsal

La segunda ronda incluye todas las fases desde los cuartos de final hasta la Final. El ganador de cada partido pasa a la siguiente fase, y el perdedor queda eliminado. En el partido final el campeón obtiene el trofeo del campeonato mundial de futsal.
Si luego de los 40 minutos de juego el partido se encuentra empatado, se juega una prórroga de dos etapas de 5 minutos cada una. Si el resultado sigue empatado tras este tiempo extra, el partido se define por tiros desde el punto penal en una tanda de tres lanzamientos para cada equipo y el equipo que menos falle será el ganador. 
Si después de esta definición persiste el empate, se recurre a la ejecución de un nuevo lanzamiento por cada equipo, repitiéndose hasta que un equipo aventaje al otro habiendo ejecutado ambos el mismo número de tiros.
Las 16 selecciones nacionales disputaron los partidos de la fase de grupos del 15 de marzo al 18 de marzo de 2011 en las cuatro ciudades: Bogotá Bucaramanga, Bello y Villavicencio.
Los clasificados a la siguiente fase jugaron los cuartos de final los días 20 de marzo y 21 de marzo de 2011, todos disputados en Bogotá. 
Los cuatro semifinalistas afrontaron los partidos correspondientes a las semifinales el 23 de marzo y 24 de marzo en Bucaramanga y Bello. 
Los perdedores de las llaves se enfrentaron en el partido por el tercer puesto y los ganadores disputaron la final y ambos encuentros se jugaron el 26 de marzo en el Coliseo El Salitre en Bogotá.

## Desarrollo del campeonato
Colombia representada por la Federación Colombiana de Fútbol de Salón, organizó por primera vez un evento orbital de la disciplina, previamente había organizado torneos Sudamericanos y Panamericanos con gran éxito; no obstante estos eventos no requerían de varias sedes. En vista de lo anterior se escogió como sedes del torneo las ciudades de Bucaramanga, Villavicencio, Bello y Bogotá. 

### Fase de grupos
En el grupo A llevado a cabo en Bucaramanga se consideró como el grupo de la muerte. Argentina y Rusia pasaron de fase de grupos, algo ya común en el conjunto argentino, demostrando su favoritismo, siendo el subcampeón actual, mientras que por parte de los rusos, no conseguían pasar de esta instancia luego de 8 años, siendo la última vez en el 2003, eliminando en el partido decisivo a Brasil, quedando eliminado en esa instancia por primera vez en su historia, demostrando una curva descendente de su nivel en el futsal, ya que en los 80 jugó 3 finales (ganando dos y perdiendo una), en los 90 llegó a tres semifinales (dos terceros lugares y un cuarto puesto) y en los años 2000 no jugando instancias decisivas (dos veces eliminados en los cuartos de final y no disputando otro mundial). Osetia del Sur a pesar de sus nulas posibilidades de pasar demostró combatividad a la hora de jugar y no fue humillado como se esperaba en su primera participación. 
En el grupo B desarrollado en Villavicencio, Perú defendió su rótulo de favorito ganando el grupo sin sufrir contratiempos luego de quedar cuarto en el pasado mundial. Entretanto Cataluña accedió a la instancia de cuartos por primera vez en su historia después de quedar en fase de grupos en 2007 sobrepasando a Uruguay, quien quedó eliminada consecutivamente en fase de grupos, mostrando una disminución de nivel en el futsal luego de haber quedado subcampeón en el 1997, posterior quedó eliminado en la segunda ronda en el 2000, no asistió en el 2003 y quedó eliminado en fase de grupos en el 2007. Por último el entusiasta Canadá pagó caro su ingenuidad y quedó último de su grupo, demostrando su pobre nivel de juego así como quedarse en fase de grupos durante tres mundiales seguidos, la única vez que pasó a la segunda ronda fue en la copa de 1994 en Argentina, sin conocer los cuartos de final.
En el grupo C jugado en Bogotá, Colombia demostró su favoritismo siendo la mejor selección de la fase de grupos marcando 33 goles y sin conceder un gol en contra. Por otra parte Bielorrusia vuelve a pasar de fase de grupos luego de 11 años y la última ocasión fue en el 2000, teniendo un gran nivel de mejora luego de su ausencia al campeonato anterior. Ecuador volvió a quedar eliminada en esta instancia luego de 8 años, la última vez había sido en el 2003, decepcionando luego de su participación en el torneo en Argentina. Nueva Zelanda regresó al mundial después de 23 años, participando por última vez en el 1988, sin ninguna novedad de no sumar ningún punto, reflejando el pésimo nivel que tienen los equipos oceánicos en estos torneos.
En el grupo D disputado en Bello, Paraguay con algo de dificultades que dio a conocer en el premundial de Pitalito se evidenció también acá, aunque sacó casta y jerarquía cuando estuvo en apuros consolidándose en el primer lugar, mientras que Venezuela logró acceder a la siguiente fase luego de su ausencia en los mundiales del 2000, 2003 y su eliminación tempranera en el 2007. La última vez que accedió a la siguiente ronda fue en el 1997, donde se consagró campeón. En tanto República Checa quedó eliminada luego de pasar a los cuartos de final de la copa pasada, la anterior vez que no pasó a la siguiente fase fue en el 2003. México quedó última del grupo y fue el comodín del grupo además de ser la peor selección del mundial con solo un gol a favor y 33 goles en contra sobrepasando por última vez de fase de grupos en el 2000 y nunca ha entrado a los cuartos de final, dando una muestra del paupérrimo nivel en este mundial y recibiendo la mayor goleada en este campeonato de 18 goles a 1.

### Los cruces de cuartos
En los cuartos de final,todos jugados en Bogotá, Argentina se medía a Cataluña y lo goleó 7 a 0 siendo una máquina demoledora la albiceleste, quien accedía por segunda vez de manera lineal a semifinales ante una Cataluña que no puedo hacer nada para contrarrestar el ataque del rival y la altura no les jugaba a favor. Hay que destacar la lesión de Facundo Contreras, jugador de la selección argentina lo que lo hizo perder el resto del mundial. 
En otro encuentro Perú se cruzó contra Rusia y ya habían antecedentes de la victoria inca 8 a 5 ante los rusos. Esta vez fue diferente y el equipo europeo pasaron a las semifinales luego de ganar 6 por 2 después de anotar el primer gol de penal e irse al descanso con ese marcador. Con esto Rusia volvía a semifinales luego del mundial del 2000 y Perú quedaba en cuartos luego de haber llegado a los mejores cuatro durante dos mundiales seguidos.
En el siguiente duelo, Paraguay y Bielorrusia nos entregaron un partido muy parejo y el equipo guaraní otra vez se vio muy inestable en su juego. Sin embargo sacó casta y se metía a las semifinales por tercera vez de manera continua, dejando fuera al quipo europeo por un marcador de 3 por 2 y los bielorrusos plantaron cara. La última vez que quedó Paraguay por fuera de los cuatro mejores fue en el 200 cuando cayó goleado contra Bolivia por 4 a 0.
Y en el último partido Colombia se enfrentó a su similar de Venezuela donde era un rival de mayor nivel y nos ofrecieron un juego vistoso, un duelo atractivo y disfrutable para los amantes del futsal con un resultado de 4 por 2.ª favor de los cafeteros. Con esto Colombia accedía a semifinales por cuarta vez consecutivamente, siendo la última vez que quedó eliminado en cuartos de final por Rusia en penales luego de empatar 3 a 3 en el tiempo reglamentario y suplementario.

### Los cuatro mejores
El primer duelo de semifinales Colombia se medía contra Argentina en Bucaramanga con un estadio a reventar, los cafeteros derrotaron a los albicelestes por 3 a 2 en un duelo luchado luego de ir ganando 1 a 0 en el primer tiempo, accediendo de nuevo a la final después de 11 años. La última vez había sido en el 2000, sin contar el partido final que disputó ante Paraguay por la última fecha de un cuadrangular final en el 2003.
Al siguiente día se cruzaban Rusia y Paraguay en Bello dándonos el mejor partido del mundial de ida y vuelta con un 3 a 3 en el tiempo reglamentario y un 2 a 2 en la prórroga definiendo el pase a la final desde los tiros desde el punto penal donde Oleg Sokolov fue el ruso que desperdicio su penal y Andrey Monakhov y Afgan Rakhmanov acertaron. Por el lado de Paraguay Juana Salas, Christian Ramírez y Darío Herrera convirtieron para el equipo de la albirroja, pasando Paraguay luego de empatar 5 por 5 y en penales ganará 3 a 2 pasando a su segunda final consecutiva sin contar el partido final vs. Colombia en el 2003.

### Tercer lugar y la Gran final
Argentina y Rusia se median en Bogotá repitiendo el duelo en fase de grupos y esta vez volvió a ganar Argentina por un margen de 4 goles quedando el resultado por 8 a 4. Argentina por segunda vez consecutiva se quedaba con el bronce, la última vez en quedar fuera de los cuatro mejores fue en el 2003 cuando cayó ante Perú por 8 a 2, mientras que Rusia consiguió el cuarto lugar siendo catalogado como la sorpresa del mundial, consiguiendo su tercer cuarto puesto, los otros dos fueron en el 1997 y en el 2000.
Los clasificados a la final, Colombia y Paraguay jugaron la final en el Coliseo El Salitre ante unos 6.000 espectadores y la presencia del Presidente de la República Juan Manuel Santos, quien además hizo entrega de premios a los equipos finalistas. Colombia aplastó a Paraguay por 8-2 siendo el resultado más abultado y la final con más goles, recibiendo mucho apoyo por parte de la afición. La última derrota paraguaya fue ante Bolivia por 4-0 manteniendo una racha de 18 partidos invictos producto de 16 victorias y dos empates en tres mundiales. Mientras que Colombia consiguió por primera vez el título de manera invicta ya que en el 2000 había perdido ante la anfitriona por 3 a 2 en fase de grupos con 48 goles a favor y tan solo concediendo 6 goles en su portería, teniendo al goleador John Pinilla y a la menor cantidad de goles recibidos.

## Equipos participantes
En cursiva, el equipo debutante.
En negrita, el equipo anfitrión.
| Confederación                                                    | Selección       | Clasificación                  |
| ---------------------------------------------------------------- | --------------- | ------------------------------ |
| CSFS (Sudamérica) (8 cupos)                                      | Colombia        | (Anfitrión) (3.er Puesto) 2007 |
| CSFS (Sudamérica) (8 cupos)                                      | Paraguay        | (Campeón) 2007                 |
| CSFS (Sudamérica) (8 cupos)                                      | Argentina       | (Subcampeón) 2007              |
| CSFS (Sudamérica) (8 cupos)                                      | Perú            | (4.to Puesto) 2007             |
| CSFS (Sudamérica) (8 cupos)                                      | Brasil          |                                |
| CSFS (Sudamérica) (8 cupos)                                      | Ecuador         |                                |
| CSFS (Sudamérica) (8 cupos)                                      | Uruguay         |                                |
| CSFS (Sudamérica) (8 cupos)                                      | Venezuela       |                                |
| UEFS (Europa) (5 cupos)                                          | Bélgica         |                                |
| UEFS (Europa) (5 cupos)                                          | Bielorrusia     |                                |
| UEFS (Europa) (5 cupos)                                          | Cataluña        |                                |
| UEFS (Europa) (5 cupos)                                          | Letonia         |                                |
| UEFS (Europa) (5 cupos)                                          | Osetia del Sur  |                                |
| UEFS (Europa) (5 cupos)                                          | República Checa |                                |
| UEFS (Europa) (5 cupos)                                          | Rusia           |                                |
| CONCACFUTSAL (Norteamérica, Centroamérica y El Caribe) (2 cupos) | Canadá          |                                |
| CONCACFUTSAL (Norteamérica, Centroamérica y El Caribe) (2 cupos) | México          |                                |
| OFC (Oceanía) (1 cupo)                                           | Nueva Zelanda   |                                |
| OFC (Oceanía) (1 cupo)                                           | Australia       |                                |

Nota
- Originalmente  Bélgica y  Letonia clasificaron al mundial tras disputar las eliminatorias europeas en 2010, siendo Bélgica subcampeón y Letonia ocupando el quinto puesto. Sin embargo, por causas desconocidas, no pudieron asistir al torneo. Por esta razón,  Cataluña, quien ocupó el sexto puesto y  Osetia del Sur, quien quedó en el séptimo puesto tomaron su lugar.
- Hay dos versiones sobre lo que pudo haber pasado con la selección de Australia previo al mundial.

- Versión 1: La selección de  Australia llegó al partido final de las clasificatorias que definía al equipo que representaría a Oceanía en este torneo y el rival era la selección de  Nueva Zelanda. Al final terminaron empatando el encuentro y en la definición de tiros desde el punto penal, Nueva Zelanda derrota a Australia y consiguió el cupo por la OFC del futsal.

- Versión 2: El equipo de Australia consigue el cupo para el mundial en Colombia pero por razones desconocidas declina de participar y la AMF delega a Nueva Zelanda como la segunda opción para tomar el cupo mundialista y se integra así al mundial 2011 luego de 24 años.

## Sorteo

### Líneas
El sorteo de los grupos se llevó a cabo en el Hotel Tequendama, el martes 17 de agosto en el salón de Monserrate a las 7:00 PM, hora colombiana.
Los 16 equipos se dividieron en cuatro grupos de cuatro equipos, con el anfitrión Colombia asignado automáticamente en la línea 1.
| Línea 1                          | Línea 2                                    | Línea 3                          | Línea 4                                     |
| -------------------------------- | ------------------------------------------ | -------------------------------- | ------------------------------------------- |
| Colombia Paraguay Argentina Perú | Rusia Cataluña Bielorrusia República Checa | Brasil Uruguay Ecuador Venezuela | Osetia del Sur Canadá Nueva Zelanda* México |

Nota: El cupo de la OFC (Oceanía) no estaba definido mientras se llevaba a cabo el sorteo. La razón por la cual de dio esto era que se iba a definir un encuentro clasificatorio entre  Australia y  Nueva Zelanda. Al final terminó siendo vencedor el conjunto neozelandés. Aunque se rumorea que el ganador fue Australia y luego renunció a participar y la selección de Nueva Zelanda tomó su lugar.

### Grupos
Tras el sorteo, los grupos quedaron de la siguiente manera:
| Grupo A                               | Grupo B                      | Grupo C                                    | Grupo D                                   |
| ------------------------------------- | ---------------------------- | ------------------------------------------ | ----------------------------------------- |
| Argentina Rusia Brasil Osetia del Sur | Perú Cataluña Uruguay Canadá | Colombia Bielorrusia Ecuador Nueva Zelanda | Paraguay República Checa Venezuela México |

## Primera fase
- Los horarios corresponden a la hora de Colombia (UTC-5).
- Ítems: Pts: Puntos; J: Jugados; G: Ganados; E: empatados; P: Perdidos; GF: Goles a favor; GC: Goles en contra; Dif: Diferencia de goles.

### Grupo A
| Grupo A        | Pts | J | G | E | P | GF | GC | Dif |
| -------------- | --- | - | - | - | - | -- | -- | --- |
| Argentina      | 5   | 3 | 2 | 1 | 0 | 14 | 10 | +4  |
| Rusia          | 4   | 3 | 2 | 0 | 1 | 11 | 9  | +2  |
| Brasil         | 3   | 3 | 1 | 1 | 1 | 13 | 13 | 0   |
| Osetia del Sur | 0   | 3 | 0 | 0 | 3 | 6  | 12 | -6  |

| 15 de marzo de 2011 | Argentina                                                                  | 5:5 (3:2) | Brasil                                               | Coliseo Bicentenario, Bucaramanga                                                                                    | |
| 19:30               | Aníbal Núñez · Facundo Contreras · Juan Pablo Giordanino · Wálter Figueroa |           | Vinicius de Souza · Thiago Negrí · Facundo Contreras | Asistencia: 7.000 espectadores · Árbitro(s): Jesús Antonio Villarraga ( Colombia) y Armando Quiroz Durán ( Colombia) | Asistencia: 7.000 espectadores · Árbitro(s): Jesús Antonio Villarraga ( Colombia) y Armando Quiroz Durán ( Colombia) |

| 15 de marzo de 2011 | Rusia                          | 3:1 (1:1) | Osetia del Sur   | Coliseo Bicentenario, Bucaramanga                           |                                                             |
| 21:00               | Damir Kuramshin · Maxim Ivanov |           | Tautiev Aslanbek | Árbitro(s): Álvaro Ríos ( Colombia) y Joseph Doss ( Canadá) | Árbitro(s): Álvaro Ríos ( Colombia) y Joseph Doss ( Canadá) |

| 17 de marzo de 2011 | Brasil                                            | 4:3 (3:1) | Osetia del Sur                                    | Coliseo Bicentenario, Bucaramanga |  |
| 19:30               | Thiago Negrí · Jorge de Souza · Vinicius de Souza |           | Tautiev Aslanbek · Makeevich Sergey · Gabiev Gela |                                   |  |

| 17 de marzo de 2011 | Argentina                                 | 4:3 (1:1) | Rusia                                               | Coliseo Bicentenario, Bucaramanga                               |                                                                 |
| 21:00               | Juan Pablo Giordanino · Facundo Contreras |           | Evgeny Zharov · Markov Konstantin · Afgan Rakhmanov | Árbitro(s): Álvaro Ríos ( Colombia) y Pablo Fernández ( España) | Árbitro(s): Álvaro Ríos ( Colombia) y Pablo Fernández ( España) |

| 18 de marzo de 2011 | Rusia                                                                | 5:4 (2:2) | Brasil                                             | Coliseo Bicentenario, Bucaramanga                                        |                                                                          |
| 19:30               | Damir Kuramshin · Markov Konstantin · Oleg Sokolov · Andrey Monakhov |           | Sidnei da Silva · Vinicius de Souza · Thiago Negrí | Árbitro(s): Armando Quiroz Durán ( Colombia) y Pablo Fernández ( España) | Árbitro(s): Armando Quiroz Durán ( Colombia) y Pablo Fernández ( España) |

| 18 de marzo de 2011 | Argentina                                                                      | 5:2 (2:1) | Osetia del Sur | Coliseo Bicentenario, Bucaramanga                                        |                                                                          |
| 21:00               | Juan Pablo Giordanino · Marcelo Mescolatti · Wálter Figueroa · Néstor Endrinal |           |                | Árbitro(s): Jesús Antonio Villarraga ( Colombia) y Joseph Doss ( Canadá) | Árbitro(s): Jesús Antonio Villarraga ( Colombia) y Joseph Doss ( Canadá) |

### Grupo B
| Grupo B  | Pts | J | G | E | P | GF | GC | Dif |
| -------- | --- | - | - | - | - | -- | -- | --- |
| Perú     | 6   | 3 | 3 | 0 | 0 | 15 | 6  | +9  |
| Cataluña | 4   | 3 | 2 | 0 | 1 | 13 | 10 | +3  |
| Uruguay  | 2   | 3 | 1 | 0 | 2 | 12 | 13 | -1  |
| Canadá   | 0   | 3 | 0 | 0 | 3 | 8  | 19 | -11 |

| 16 de marzo de 2011 | Perú                                              | 3:2 (3:0) | Uruguay                                           | Coliseo Álvaro Mesa Amaya, Villavicencio                                            |                                                                                     |
| 19:30               | Renzo García Marco Anaya · Freddy Espinoza 16’00' |           | Marcio Gentile 30’00' · Sebastián Carrasco 39’35' | Árbitro(s): Antonio Abdeljamín Miranda ( Colombia) y Paul Skyora ( República Checa) | Árbitro(s): Antonio Abdeljamín Miranda ( Colombia) y Paul Skyora ( República Checa) |

| 16 de marzo de 2011 | Cataluña                                                            | 4:3 (2:2) | Canadá | Coliseo Álvaro Mesa Amaya, Villavicencio                                                                       | |
| 21:00               | Josep Fuster Hernández · David Gallego Galán · José María Vila Pons |           |        | Asistencia: 4.000 espectadores · Árbitro(s): Hernán Alonso Martínez ( Colombia) y Paul Shupilau ( Bielorrusia) | Asistencia: 4.000 espectadores · Árbitro(s): Hernán Alonso Martínez ( Colombia) y Paul Shupilau ( Bielorrusia) |

| 17 de marzo de 2011 | Uruguay                                                                           | 8:3 (4:1) | Canadá         | Coliseo Álvaro Mesa Amaya, Villavicencio |  |
| 19:30               | Marcio Gentile · Leonardo Triunfo · Iván Carro · Sebastián Eguren · Diego Marotta |           | Marcelo Correa |                                          |  |

| 17 de marzo de 2011 | Perú                                                       | 5:2 (2:0) | Cataluña             | Coliseo Álvaro Mesa Amaya, Villavicencio                                                                    | |
| 21:00               | Carlos Soto · Marco Anaya · Freddy Espinoza · Renzo García |           | José María Vila Pons | Asistencia: 3.500 espectadores · Árbitro(s): Antonio Abdeljamín ( Colombia) y Pavel Shupilau ( Bielorrusia) | Asistencia: 3.500 espectadores · Árbitro(s): Antonio Abdeljamín ( Colombia) y Pavel Shupilau ( Bielorrusia) |

| 18 de marzo de 2011 | Cataluña | 7:2 (1:1) | Uruguay                                             | Coliseo Álvaro Mesa Amaya, Villavicencio                                                                        | |
| 19:30               | José María Vila Pons 17’00'P.T · Marc Paredes Soler · Josep Fuster Hernández · Marc Siñol Roig · David Gallego Galán |           | Sebastián Eguren 1’15'P.T · Diego Marotta 20’00'S.T | Asistencia: 4.000 espectadores · Árbitro(s): Hernán Alonso Martínez ( Colombia) y Pavel Shupilau ( Bielorrusia) | Asistencia: 4.000 espectadores · Árbitro(s): Hernán Alonso Martínez ( Colombia) y Pavel Shupilau ( Bielorrusia) |

| 18 de marzo de 2011 | Perú | 7:2 (4:2) | Canadá | Coliseo Álvaro Mesa Amaya, Villavicencio |  |
| 21:00               |      |           |        |                                          |  |

### Grupo C
| Grupo C       | Pts | J | G | E | P | GF | GC | Dif |
| ------------- | --- | - | - | - | - | -- | -- | --- |
| Colombia      | 6   | 3 | 3 | 0 | 0 | 33 | 0  | +33 |
| Bielorrusia   | 4   | 3 | 2 | 0 | 1 | 10 | 13 | -3  |
| Ecuador       | 2   | 3 | 1 | 0 | 2 | 8  | 24 | -16 |
| Nueva Zelanda | 0   | 3 | 0 | 0 | 3 | 4  | 18 | -14 |

| 16 de marzo de 2011 | Colombia                                                                    | 14:0 (10:0) | Ecuador | Coliseo El Salitre, Bogotá                                                                              | |
| 19:30               | Jhon Pinilla · William Estupiñán · Jhon Celis · Jorge Cuervo · Camilo Gómez |             |         | Asistencia: 6.000 espectadores · Árbitro(s): Joselito Escalona ( Venezuela) y Héctor Bernal ( Paraguay) | Asistencia: 6.000 espectadores · Árbitro(s): Joselito Escalona ( Venezuela) y Héctor Bernal ( Paraguay) |

| 16 de marzo de 2011 | Bielorrusia        | 4:0 (2:0) | Nueva Zelanda | Coliseo El Salitre, Bogotá                                |                                                           |
| 21:00               | Viacheslau Voronov |           |               | Árbitro(s): Gusev Gennady ( Rusia) y Rohel Arteta ( Perú) | Árbitro(s): Gusev Gennady ( Rusia) y Rohel Arteta ( Perú) |

| 17 de marzo de 2011 | Ecuador          | 6:4 (3:2) | Nueva Zelanda | Coliseo El Salitre, Bogotá |  |
| 19:30               | Gustavo González |           |               |                            |  |

| 17 de marzo de 2011 | Colombia | 11:0 (5:0) | Bielorrusia | Coliseo El Salitre, Bogotá                                                  |                                                                             |
| 21:00               | Jhon Pinilla · Camilo Gómez · William Estupiñán · Jorge Cuervo · Jhon Celis · Andrés Murillo · Jesús Gualdrón |            |             | Asistencia: 6.000 espectadores · Árbitro(s): Joselito Escalona ( Venezuela) | Asistencia: 6.000 espectadores · Árbitro(s): Joselito Escalona ( Venezuela) |

| 18 de marzo de 2011 | Bielorrusia                                                                 | 6:2 (3:1) | Ecuador                          | Coliseo El Salitre, Bogotá |  |
| 19:30               | Viacheslau Voronov · Dzmitry Los · Redzkou Aliaksandr · Haminton Villarreal |           | Gustavo González · Diego Andrade |                            |  |

| 18 de marzo de 2011 | Colombia                                                                    | 8:0 (5:0) | Nueva Zelanda | Coliseo El Salitre, Bogotá     |                                |
| 21:00               | Jhon Pinilla · Camilo Gómez · Andrés Murillo · Jorge Cuervo · Johan Vivares |           |               | Asistencia: 6.000 espectadores | Asistencia: 6.000 espectadores |

### Grupo D
| Grupo D         | Pts | J | G | E | P | GF | GC | Dif |
| --------------- | --- | - | - | - | - | -- | -- | --- |
| Paraguay        | 5   | 3 | 2 | 1 | 0 | 22 | 4  | +18 |
| Venezuela       | 5   | 3 | 2 | 1 | 0 | 18 | 3  | +15 |
| República Checa | 2   | 3 | 1 | 0 | 2 | 6  | 7  | -1  |
| México          | 0   | 3 | 0 | 0 | 3 | 1  | 33 | -32 |

| 16 de marzo de 2011 | Paraguay      | 2:2 (2:2) | Venezuela                         | Coliseo Tulio Ospina, Bello                                                                       |                                                                                                   |
| 19:30               | Darío Herrera |           | Wilfredo Figueroa · Carlos Méndez | Asistencia: 2.500 espectadores · Árbitro(s): Ricardo Sauer ( Argentina) y César Vieyra ( Uruguay) | Asistencia: 2.500 espectadores · Árbitro(s): Ricardo Sauer ( Argentina) y César Vieyra ( Uruguay) |

| 16 de marzo de 2011 | República Checa                            | 4:0 (2:0) | México | Coliseo Tulio Ospina, Bello                                                                          | |
| 21:00               | Petr Snidl · Tomas Uhlir · Ondrej Sofranek |           |        | Asistencia: 2.500 espectadores · Árbitro(s): Fernando Bello ( España) y Veronilde Ferreyra ( Brasil) | Asistencia: 2.500 espectadores · Árbitro(s): Fernando Bello ( España) y Veronilde Ferreyra ( Brasil) |

| 17 de marzo de 2011 | Venezuela | 11:0 (2:0) | México | Coliseo Tulio Ospina, Bello |  |
| 19:30               | Wilfredo Figueroa · Carlos Méndez · Darwiz Merchán · Juan Bastidas · Henry Medina · Luis Toro · Félix Rodríguez · Javier Camacho |            |        |                             |  |

| 17 de marzo de 2011 | Paraguay                                    | 2:1 (1:1) | República Checa      | Coliseo Tulio Ospina, Bello                                       |                                                                   |
| 21:00               | José Santander 1'40' · Darío Herrera 19'30' |           | Tomas Fitchner 1’40' | Árbitro(s): Ricardo Sauer ( Argentina) y Fernando Bello ( España) | Árbitro(s): Ricardo Sauer ( Argentina) y Fernando Bello ( España) |

| 18 de marzo de 2011 | República Checa | 1:5 (1:2) | Venezuela | Coliseo Tulio Ospina, Bello |  |
| 19:30               |                 |           |           |                             |  |

| 18 de marzo de 2011 | Paraguay | 18:1 (11:1) | México         | Coliseo Tulio Ospina, Bello |  |
| 21:00               | César Riveros · Abel Arámbulo · Darío Herrera · Hugo Delgado · José Santander · Javier Salas · Saúl Santander |             | Luis Domínguez |                             |  |

## Fase final

### Cuadro General
|  | Cuartos de final     | Cuartos de final    |                           |       | Semifinales   | Semifinales   |  |  | Final | Final |
|  |                      |                     |                           |       |               |               |  |  |       |       |
|  | 20 de marzo - Bogotá |                     |                           |       |               |               |  |  |       |       |
|  |                      |                     |                           |       |               |               |  |  |       |       |
|  | Argentina            | 7                   |                           |       |               |               |  |  |       |       |
|  | Argentina            | 7                   | 23 de marzo - Bucaramanga |       |               |               |  |  |       |       |
|  | Cataluña             | 0                   |                           |       |               |               |  |  |       |       |
|  | Cataluña             | 0                   | Argentina                 | 2     |               |               |  |  |       |       |
|  | 21 de marzo - Bogotá |                     | Argentina                 | 2     |               |               |  |  |       |       |
|  |                      | Colombia            | 3                         |       |               |               |  |  |       |       |
|  | Colombia             | Colombia            | 3                         | 4     |               |               |  |  |       |       |
|  | Colombia             |                     | 26 de marzo - Bogotá      | 4     |               |               |  |  |       |       |
|  | Venezuela            | 2                   |                           |       |               |               |  |  |       |       |
|  | Venezuela            | 2                   | Colombia                  | 8     |               |               |  |  |       |       |
|  | 20 de marzo - Bogotá |                     | Colombia                  | 8     |               |               |  |  |       |       |
|  |                      | Paraguay            | 2                         |       |               |               |  |  |       |       |
|  | Perú                 | Paraguay            | 2                         | 2     |               |               |  |  |       |       |
|  | Perú                 | 24 de marzo - Bello |                           | 2     |               |               |  |  |       |       |
|  | Rusia                | 6                   |                           |       |               |               |  |  |       |       |
|  | Rusia                | 6                   | Rusia                     | 5 (2) |               |               |  |  |       |       |
|  | 21 de marzo - Bogotá |                     | Rusia                     | 5 (2) |               |               |  |  |       |       |
|  |                      | Paraguay (p.)       | 5 (3)                     |       | Tercer puesto | Tercer puesto |  |  |       |       |
|  | Paraguay             | Paraguay (p.)       | 5 (3)                     | 3     | Tercer puesto | Tercer puesto |  |  |       |       |
|  | Paraguay             |                     | 26 de marzo - Bogotá      | 3     |               |               |  |  |       |       |
|  | Bielorrusia          | 2                   |                           |       |               |               |  |  |       |       |
|  | Bielorrusia          | 2                   | Argentina                 | 8     |               |               |  |  |       |       |
|  |                      |                     |                           |       |               |               |  |  |       |       |
|  | Rusia                | 4                   |                           |       |               |               |  |  |       |       |
|  | Rusia                | 4                   |                           |       |               |               |  |  |       |       |

### Cuartos de final
| 20 de marzo de 2011 | Argentina                                                                                 | 7:0 (4:0) | Cataluña | Coliseo El Salitre, Bogotá                                        |                                                                   |
| 19:30               | Aníbal Núñez · Wálter Figueroa · Néstor Endrinal · Fabián Banegas · Juan Pablo Giordanino |           |          | Árbitro(s): Gusev Gennady ( Rusia) y Veronilde Ferreyra ( Brasil) | Árbitro(s): Gusev Gennady ( Rusia) y Veronilde Ferreyra ( Brasil) |

| 20 de marzo de 2011 | Perú                | 2:6 (0:1) | Rusia                                                                                | Coliseo El Salitre, Bogotá |  |
| 21:00               | Alonso Rey Idiaquez |           | Vasiliy Skorodumov · Damir Kuramshin · Maxim Slesarev · Evgeny Zharov · Oleg Sokolov |                            |  |

| 21 de marzo de 2011 | Paraguay                                    | 3:2 (1:0) | Bielorrusia                   | Coliseo El Salitre, Bogotá |  |
| 19:30               | Darío Herrera · José Santander · Juan Salas |           | Dzmitry Trotski · Dzmitry Los |                            |  |

| 21 de marzo de 2011 | Colombia                                 | 4:2 (1:0) | Venezuela                    | Coliseo El Salitre, Bogotá     |                                |
| 21:00               | Jhon Pinilla · Jorge Cuervo · Jhon Celis |           | Juan Bastidas · Henry Medina | Asistencia: 4.000 espectadores | Asistencia: 4.000 espectadores |

### Semifinales
| 23 de marzo de 2011 | Colombia                                                    | 3:2 (1:0) | Argentina                           | Coliseo Bicentenario, Bucaramanga                                                                           | |
| 21:00               | Jhon Pinilla 17’00'P.T · Andrés Murillo 30’00'S.T 37’00'S.T |           | Néstor Endrinal 34’00'S.T 35’00'S.T | Asistencia: 7.000 espectadores · Árbitro(s): Joselito Escalona ( Venezuela) y Pavel Shupilau ( Bielorrusia) | Asistencia: 7.000 espectadores · Árbitro(s): Joselito Escalona ( Venezuela) y Pavel Shupilau ( Bielorrusia) |

| 24 de marzo de 2011 | Rusia                                                                                 | 5:5 (3:3, 2:1) (t. s.)(2:2 t. s.) | Paraguay                                                                  | Coliseo Tulio Ospina, Bello                                                                         | |
| 21:00               | Vasiliy Skorodumov 0’16' · Evgeny Zharov 11’00' 15’00' · Damir Kuramshin 6’00' 11’00' |                                   | César Riveros 5'03' · Javier Salas 3’00' 45’00' · Juan Salas 4’00' 15’00' | Asistencia: 5.000 espectadores · Árbitro(s): César Vieyra ( Uruguay) y Veronilde Ferreyra ( Brasil) | Asistencia: 5.000 espectadores · Árbitro(s): César Vieyra ( Uruguay) y Veronilde Ferreyra ( Brasil) |

| Tiros desde el punto penal |                  |     |                  |                   |
| Oleg Sokolov               | Fallo de penal   | 0:1 | Acierto de penal | Juan Salas        |
| Andrey Monakhov            | Acierto de penal | 1:2 | Acierto de penal | Christian Ramírez |
| Afgan Rakhmanov            | Acierto de penal | 2:3 | Acierto de penal | Darío Herrera     |

### Tercer puesto
| 26 de marzo de 2011 | Argentina | 8:4 (4:1) | Rusia                                                                                           | Coliseo El Salitre, Bogotá                                                                              | |
| 19:30               | Aníbal Núñez 1’32'P.T 6’10'P.T · Facundo Miranda 9’43'P.T 11’50'P.T · Wálter Figueroa 10’58'S.T 11’01'S.T 11’20'S.T · Marcelo Sánchez 18’50'S.T |           | Andrey Monakhov 11’24'P.T 4’08'S.T · Damir Kuramshin 4’34'S.T · Juan Pablo Giordanino 7’47' S.T | Asistencia: 5.000 espectadores · Árbitro(s): Antonio Abdeljamín ( Colombia) y Héctor Bernal ( Paraguay) | Asistencia: 5.000 espectadores · Árbitro(s): Antonio Abdeljamín ( Colombia) y Héctor Bernal ( Paraguay) |

### Final
| 26 de marzo de 2011 | Colombia | 8:2 (4:1) | Paraguay                                          | Coliseo El Salitre, Bogotá                                                                            | |
| 21:00               | Jhon Pinilla 2’13'P.T 8’45'P.T 17’00'P.T 11’34'S.T · William Estupiñan 10’45'P.T 20’35'S.T · Jorge Cuervo 10’25'S.T 17’16'S.T | Reporte   | José Santander 11’54'P.T · Hugo Delgado 14’43'S.T | Asistencia: 6.000 espectadores · Árbitro(s): Joselito Escalona ( Venezuela) y César Vieyra ( Uruguay) | Asistencia: 6.000 espectadores · Árbitro(s): Joselito Escalona ( Venezuela) y César Vieyra ( Uruguay) |

|                              |
| Bandera de Colombia          |
| Campeón Colombia 2.do Título |

## Medallero
|          |          |           |
| Colombia | Paraguay | Argentina |

## Tabla general
| Pos. | Equipo          | Pts | J | G | E | P | GF | GC | Dif. | Rend. |
| ---- | --------------- | --- | - | - | - | - | -- | -- | ---- | ----- |
| 1    | Colombia        | 12  | 6 | 6 | 0 | 0 | 48 | 6  | +42  | 100%  |
| 2    | Paraguay        | 8   | 6 | 3 | 2 | 1 | 32 | 19 | +13  | 66,6% |
| 3    | Argentina       | 9   | 6 | 4 | 1 | 1 | 31 | 17 | +14  | 75%   |
| 4    | Rusia           | 7   | 6 | 3 | 1 | 2 | 26 | 24 | +2   | 58,3% |
| 5    | Perú            | 6   | 4 | 3 | 0 | 1 | 17 | 12 | +5   | 75%   |
| 6    | Venezuela       | 5   | 4 | 2 | 1 | 1 | 20 | 7  | +13  | 62,5% |
| 7    | Cataluña        | 4   | 4 | 2 | 0 | 2 | 13 | 17 | -4   | 50%   |
| 8    | Bielorrusia     | 4   | 4 | 2 | 0 | 2 | 12 | 16 | -4   | 50%   |
| 9    | Brasil          | 3   | 3 | 1 | 1 | 1 | 13 | 13 | 0    | 50%   |
| 10   | Uruguay         | 2   | 3 | 1 | 0 | 2 | 12 | 13 | -1   | 33,3% |
| 11   | República Checa | 2   | 3 | 1 | 0 | 2 | 6  | 7  | -1   | 33,3% |
| 12   | Ecuador         | 2   | 3 | 1 | 0 | 2 | 8  | 24 | -16  | 33,3% |
| 13   | Osetia del Sur  | 0   | 3 | 0 | 0 | 3 | 6  | 12 | -6   | 0%    |
| 14   | Canadá          | 0   | 3 | 0 | 0 | 3 | 8  | 19 | -11  | 0%    |
| 15   | Nueva Zelanda   | 0   | 3 | 0 | 0 | 3 | 4  | 18 | -14  | 0%    |
| 16   | México          | 0   | 3 | 0 | 0 | 3 | 1  | 33 | -32  | 0%    |

## Premios y reconocimientos

### Goleadores
En cursiva, jugadores y goles con los datos incompletos.
| Jugador                | Selección       | Goles |
| ---------------------- | --------------- | ----- |
| Jhon Pinilla           | Colombia        | 17    |
| Darío Herrera          | Paraguay        | 8     |
| Jorge Cuervo           | Colombia        | 8     |
| Damir Kuramshin        | Rusia           | 8     |
| Juan Pablo Giordanino  | Argentina       | 7     |
| Wálter Figueroa        | Argentina       | 7     |
| César Riveros          | Paraguay        | 6     |
| William Estupiñán      | Colombia        | 6     |
| Camilo Gómez           | Colombia        | 6     |
| Aníbal Núñez           | Argentina       | 6     |
| Thiago Negrí           | Brasil          | 5     |
| Gustavo González       | Ecuador         | 5     |
| Jhon Celis             | Colombia        | 5     |
| José María Vila Pons   | Cataluña        | 4     |
| Josep Fuster Hernández | Cataluña        | 4     |
| Marcio Gentile         | Uruguay         | 4     |
| Vinicius de Souza      | Brasil          | 4     |
| Andrés Murillo         | Colombia        | 4     |
| Néstor Endrinal        | Argentina       | 4     |
| Abel Arámbulo          | Paraguay        | 4     |
| José Santander         | Paraguay        | 4     |
| Evgeny Zharov          | Rusia           | 4     |
| Wilfredo Figueroa      | Venezuela       | 3     |
| Carlos Méndez          | Venezuela       | 3     |
| Viacheslau Voronov     | Bielorrusia     | 3     |
| Hugo Delgado           | Paraguay        | 3     |
| Javier Salas           | Paraguay        | 3     |
| Juan Salas             | Paraguay        | 3     |
| Vasiliy Skorodumov     | Rusia           | 3     |
| Andrey Monakhov        | Rusia           | 3     |
| Tautiev Aslanbek       | Osetia del Sur  | 2     |
| Alonso Rey Idiaquez    | Perú            | 2     |
| Carlos Soto            | Perú            | 2     |
| Freddy Espinoza        | Perú            | 2     |
| Marco Anaya            | Perú            | 2     |
| Renzo García           | Perú            | 2     |
| Darwiz Merchán         | Venezuela       | 2     |
| Juan Bastidas          | Venezuela       | 2     |
| Henry Medina           | Venezuela       | 2     |
| Dzmitry Los            | Bielorrusia     | 2     |
| Petr Snidl             | República Checa | 2     |
| David Gallego Galán    | Cataluña        | 2     |
| Marc Paredes Soler     | Cataluña        | 2     |
| Markov Konstantin      | Rusia           | 2     |
| Oleg Sokolov           | Rusia           | 2     |
| Facundo Contreras      | Argentina       | 2     |
| Facundo Miranda        | Argentina       | 2     |
| Sidnei da Silva        | Brasil          | 2     |
| Diego Marotta          | Uruguay         | 2     |
| Leonardo Triunfo       | Uruguay         | 2     |
| Sebastián Eguren       | Uruguay         | 2     |
| Luis Toro              | Venezuela       | 1     |
| Félix Rodríguez        | Venezuela       | 1     |
| Javier Camacho         | Venezuela       | 1     |
| Makeevich Sergey       | Osetia del Sur  | 1     |
| Gabiev Gela            | Osetia del Sur  | 1     |
| Dzmitry Trotski        | Bielorrusia     | 1     |
| Redzkou Aliaksandr     | Bielorrusia     | 1     |
| Diego Andrade          | Ecuador         | 1     |
| Ondrej Sofranek        | República Checa | 1     |
| Tomas Fitchner         | República Checa | 1     |
| Tomas Uhlir            | República Checa | 1     |
| Marc Siñol Roig        | Cataluña        | 1     |
| Afgan Rakhmanov        | Rusia           | 1     |
| Maxim Ivanov           | Rusia           | 1     |
| Maxim Slesarev         | Rusia           | 1     |
| Saúl Santander         | Paraguay        | 1     |
| Jesús Gualdrón         | Colombia        | 1     |
| Johan Vivares          | Colombia        | 1     |
| Fabián Banegas         | Argentina       | 1     |
| Marcelo Mescolatti     | Argentina       | 1     |
| Marcelo Sánchez        | Argentina       | 1     |
| Jorge de Souza         | Brasil          | 1     |
| Sebastián Carrasco     | Uruguay         | 1     |
| Iván Carro             | Uruguay         | 1     |
| Luis Domínguez         | México          | 1     |

### Autogoles
| Jugador               | Selección | Rival       | Autogoles |
| --------------------- | --------- | ----------- | --------- |
| Facundo Contreras     | Argentina | Brasil      | 1         |
| Marcelo Correa        | Uruguay   | Canadá      | 1         |
| Haminton Villarreal   | Ecuador   | Bielorrusia | 1         |
| Juan Pablo Giordanino | Argentina | Rusia       | 1         |

### Valla menos vencida
| Jugador                                                        | Selección       | Goles |
| -------------------------------------------------------------- | --------------- | ----- |
| Carlos Alberto Santofimio, Édgar Gualdrón y Gustavo Zapata     | Colombia        | 6     |
| Ángel Araujo y Deivid Villegas                                 | Venezuela       | 7     |
| Ales Hekera y Josef Cieslar                                    | República Checa | 7     |
| Joel Abanto Martínez y Raymundo Caballero                      | Perú            | 12    |
| Soslan Djusoev y Eduard Kokoev                                 | Osetia del Sur  | 12    |
| Jeferson Scarazati Da Conceicao y Marcel Martins               | Brasil          | 13    |
| Nicolás Germán Ferreira López y Juan Matías Urrutia Valenzuela | Uruguay         | 13    |
| Dzmitry Kudzi, Viktar Huzaverich y Vasileuski Aliaksandr       | Bielorrusia     | 16    |
| David Alejandro Riveros, Daniel Almonacid y Federico Pérez     | Argentina       | 17    |
| Pere Cortacans Beltrán y Javier Martínez Ordóñez               | Cataluña        | 17    |
| Christopher Sinclair y Leyvaine Davids                         | Nueva Zelanda   | 18    |
| Sabino Meza y Cristian Garcete                                 | Paraguay        | 19    |
| Héctor Leandro Silva Mateus y John Paul SwamiNathan            | Canadá          | 19    |
| Alexey Raevskiy y Kirill Filatov                               | Rusia           | 24    |
| Francisco José Albán Lucero y Diego Xavier Andrade Pozo        | Ecuador         | 24    |
| Héctor Gloria Hernández                                        | México          | 33    |